# سارا ۵۳۳

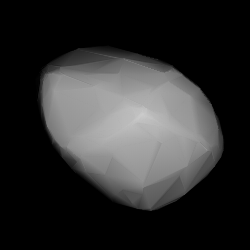
مدل سه‌بُعدی سیارک سارا ۵۳۳ بر اساس منحنی نور آن

سیارک ۵۳۳ (به انگلیسی: 533 Sara، نامگذاری:1904NZ) پانصد و سی و سومین سیارک کشف شده‌است که در ۱۹ آوریل ۱۹۰۴ و در هایدلبرگ کشف شد.
قدر مطلق سیارک برابر ۹٫۶۷ است.